# Manfred Deitermann
Manfred Deitermann (geb. 1930 in Opladen) ist ein deutscher Berufsschullehrer und Fachbuchautor. 

## Werdegang
Manfred Deitermann war in den 1960er Jahren Berufsschullehrer an der Kaufmännischen Unterrichtsanstalt in Leverkusen (heute Städtisches Berufskolleg für Wirtschaft und Verwaltung Leverkusen). Später war er in der kaufmännischen Lehrerausbildung Fachleiter für das Rechnungswesen am damaligen Bezirksseminar in Düsseldorf.
An der Schule in Leverkusen arbeitete er mit dem Schulleiter Siegfried Schmolke zusammen. Ihre Absicht war es, ein für Schüler geeignetes Buchführungsbuch herauszugeben, das auf den Erfahrungen ihrer Lehrertätigkeit beruhte. Aus dieser Anregung erwuchs im Laufe der Jahre eine ganze Serie Rechnungswesenbücher, die alle als Standardwerke gelten und z. T. bereits in der 55. Auflage erschienen sind.
Anschließend entstanden noch eine Reihe weiterer Rechnungswesen-Fachbücher für weitere Ausbildungsberufe bzw. Schulformen.

## Publikationen (Auswahl)
- Industrielles Rechnungswesen IKR. Schülerband. Winklers westermann, 51. Auflage, Braunschweig 2022, ISBN 978-3-8045-7658-2
- Kaufmännische Buchführung für Wirtschaftsschulen.[4]
- Großhandelskaufleute: Finanzbuchhaltung, betriebswirtschaftliche Auswertungen, Kosten- und Leistungsrechnung, Controlling, Wirtschaftsrechnen.[5]
- Rechnungswesen des Groß- und Außenhandels.[6]
- Industriebuchführung mit Kosten- und Leistungsrechnung IKR.[7]
- Rechnungswesen für Kaufleute im Büromanagement.[8]